# Weiden (Bad Sooden-Allendorf)
Weiden ist der kleinste Stadtteil von Bad Sooden-Allendorf im nordhessischen Werra-Meißner-Kreis.

## Geographische Lage
Weiden liegt im Werrabogen südlich von Allendorf in Nordhessen. Der Fluss trennt die Stadtteile Kleinvach und Weiden voneinander. Im Norden führen die Bahnstrecke Bebra–Göttingen und die Bundesstraße 27 am Ort vorbei. 

## Geschichte
Das kleine Dorf, welches nur aus einigen Höfen besteht, war früher ein Vorwerk. Im Jahre 1415 wird es schriftlich als Lehen einer Allendorfer Familie erwähnt. Bis 1821 gehörte der Ort zum hessischen Amt Allendorf.
Zum 31. Dezember 1971 wurde der die bis dahin selbständige Gemeinde Weiden auf freiwilliger Basis in die Stadt Bad Sooden-Allendorf eingegliedert. Für Weiden wurde ein Ortsbezirk mit Ortsbeirat und Ortsvorsteher nach der Hessischen Gemeindeordnung gebildet.

## Bevölkerung
Einwohnerstruktur 2011
Nach den Erhebungen des Zensus 2011 lebten am Stichtag, dem 9. Mai 2011, in Weiden 24 Einwohner. Darunter waren keine Ausländer.
Nach dem Lebensalter waren 6 Einwohner unter 18 Jahren, 12 zwischen 18 und 49, 6 zwischen 50 und 64 und kein Einwohner war älter.
Die Einwohner lebten in 9 Haushalten. Davon waren 3 Singlehaushalte, 3 Paare ohne Kinder und 3 Paare mit Kindern, sowie keine Alleinerziehende und keine Wohngemeinschaften. In keinem Haushalt lebten ausschließlich Senioren und in keinem Haushalt lebten keine Senioren.
Einwohnerentwicklung
| Quelle: Historisches Ortslexikon |                                                        |
| • 1575/85:                       | 1 Hausgesess                                           |
| • 1681:                          | 2 Hausgesesse                                          |
| • 1747:                          | 2 Hausgesesse mit 2 Feuerstellen                       |
| • 1961:                          | 24 evangelische (= 72,73 %), 8 katholische (= 24,24 %) |

| Weiden: Einwohnerzahlen von 1834 bis 2016 | Weiden: Einwohnerzahlen von 1834 bis 2016 | Weiden: Einwohnerzahlen von 1834 bis 2016 | Weiden: Einwohnerzahlen von 1834 bis 2016 | Weiden: Einwohnerzahlen von 1834 bis 2016 |
| --- | ----------------------------------------- | ----------------------------------------- | ----------------------------------------- | ----------------------------------------- |
| Jahr |                                           |                                           |                                           | Einwohner                                 |
| 1834 | 1834                                      |                                           | 66                                        | 66                                        |
| 1840 | 1840                                      |                                           | 80                                        | 80                                        |
| 1846 | 1846                                      |                                           | 78                                        | 78                                        |
| 1852 | 1852                                      |                                           | 63                                        | 63                                        |
| 1858 | 1858                                      |                                           | 59                                        | 59                                        |
| 1864 | 1864                                      |                                           | 54                                        | 54                                        |
| 1871 | 1871                                      |                                           | 54                                        | 54                                        |
| 1875 | 1875                                      |                                           | 52                                        | 52                                        |
| 1885 | 1885                                      |                                           | 47                                        | 47                                        |
| 1895 | 1895                                      |                                           | 50                                        | 50                                        |
| 1905 | 1905                                      |                                           | 33                                        | 33                                        |
| 1910 | 1910                                      |                                           | 31                                        | 31                                        |
| 1925 | 1925                                      |                                           | 42                                        | 42                                        |
| 1939 | 1939                                      |                                           | 31                                        | 31                                        |
| 1946 | 1946                                      |                                           | 52                                        | 52                                        |
| 1950 | 1950                                      |                                           | 48                                        | 48                                        |
| 1956 | 1956                                      |                                           | 30                                        | 30                                        |
| 1961 | 1961                                      |                                           | 33                                        | 33                                        |
| 1967 | 1967                                      |                                           | 26                                        | 26                                        |
| 1970 | 1970                                      |                                           | 20                                        | 20                                        |
| 1980 | 1980                                      |                                           | ?                                         | ?                                         |
| 1990 | 1990                                      |                                           | ?                                         | ?                                         |
| 2000 | 2000                                      |                                           | ?                                         | ?                                         |
| 2011 | 2011                                      |                                           | 24                                        | 24                                        |
| 2016 | 2016                                      |                                           | 23                                        | 23                                        |
| Datenquelle: Historisches Gemeindeverzeichnis für Hessen: Die Bevölkerung der Gemeinden 1834 bis 1967. Wiesbaden: Hessisches Statistisches Landesamt, 1968. Weitere Quellen: LAGIS; Stadt Bad Sooden-Allendorf; Zensus 2011 |                                           |                                           |                                           |                                           |

## Politik
Für Weiden besteht ein Ortsbezirk (Gebiete der ehemaligen Gemeinde Weiden) mit Ortsbeirat und Ortsvorsteher nach der Hessischen Gemeindeordnung.
Der Ortsbeirat besteht aus drei Mitgliedern. Bei den Kommunalwahlen in Hessen 2021 betrug die Wahlbeteiligung zum Ortsbeirat 89,47 %. Alle Kandidaten gehörten der „Wählergemeinschaft Weiden“ an. Der Ortsbeirat wählte Richard Barth zum Ortsvorsteher.

## Verkehr
Den öffentlichen Personennahverkehr stellt die Buslinie 220 des NVV sicher. 